# Wild Force Power Rangers
De Wild Force Power Rangers zijn fictieve personages uit de televisieserie Power Rangers: Wild Force.
De Wild Force Rangers kregen mystieke krachten van de Wild Zords, kolossale dieren van het legendarische land Animarium. Hiermee vochten ze tegen Orgs, wezens ontstaan uit de vervuiling van de Aarde. De hedendaagse Wild Force Rangers zijn de opvolgers van de vijf oude krijgers die 3000 jaar geleden in het Animarium ook tegen de Orgs vochten.

## Cole Evans
Cole Evans is de Rode Wild Force Ranger met als Wild Zord de Leeuw. Cole is de zoon van de wetenschappers Richard en Elizabeth Evans. In 1982 namen zij Cole mee op een expeditie in de Amazoneregenwoud om het legendarische Animarium te vinden. Ze werden vergezeld door Viktor Adler, een collega van Richard die ook verliefd was op Elizabeth en het niet kon verdragen dat ze met Richard getrouwd was.
In plaats van het Animarium vonden de drie de restanten van Master Org. Viktor zag dit als een kans om wraak te nemen en gebruikte de restanten om de nieuwe Master Org te worden. Hij doodde Elizabeth en Richard. Cole werd hierop gevonden door een inheemse stam en door hen geadopteerd. Coles leven in de jungle bereidde hem goed voor op zijn taak als Ranger. Hij heeft enorm scherpe zintuigen en een extra zintuig waarmee hij dieren kan begrijpen.
Toen Cole oud genoeg was besloot de stam dat het tijd was dat hij meer over zichzelf zou gaan ontdekken. Ze gaven hem de twee voorwerpen die ze bij hem vonden als baby: een foto van zijn ouders en het kristal dat de Rode Leeuw Wild Zord vertegenwoordigde. Met deze voorwerpen op zak vertrok Cole naar de stad Turtle Cove, waar hij al snel werd gerekruteerd door de andere Wild Force Rangers.
Cole werd ondanks dat hij de nieuwkomer was direct benoemd tot leider. Door zijn liefde voor de natuur voelde hij zich meteen thuis in het Animarium. Wel duurde het een tijdje voor hij gewend was aan het leven in de stad.
In het begin was hij nog behoorlijk naïef over Orgs en in de veronderstelling dat in iedereen iets goeds zit. Hij probeerde dan ook met de Orgs de praten. Echter, deze instelling maakte wel dat in de team-up met de Time Force Power Rangers hij Ransik, die ook naar 2002 was gekomen omdat hij kennis bezat over de Mut-Orgs, vertrouwde en toestond dat hij hen hielp.
Gedurende zijn tijd als Rode Ranger werkte Cole ook samen met negen oudere Rode Rangers om het Machine Keizerrijk te stoppen. Ondanks dat Cole de jongste van de groep was, was hij het die uiteindelijk Serpentera versloeg.
Cole vergaf zelfs Viktor Adler de moord op zijn ouders aan het eind van de serie. Na zijn avonturen als Ranger gebruikte Cole zijn talenten om dieren te helpen. Volgens het originele script zou hij na afloop een dierenarts worden, net als zijn Super Sentai tegenhanger, Kakeru.
Cole werd gespeeld door Ricardo Medina, Jr.

## Taylor Earhardt
Taylor Earhardt is de Gele Wild Force Ranger met als Wilde Zord de Adelaar.
Als kind zag Taylor al vanuit een vliegtuigraam het Animarium. Later, toen ze piloot was geworden bij de United States Air Force, landde ze op het Animarium en werd uitgekozen om de Gele Ranger te worden. Daar ze de eerste was die haar Rangerkrachten kreeg werd ze automatisch de leider. Ze behield deze positie tot de komst van Cole Evans. In het begin mocht ze Cole niet echt, omdat hij haar plaats als leider innam terwijl zij het meest ervaren lid van het team was.
Taylors militaire achtergrond maakt haar tot een keiharde en soms emotieloze tomboy. Ze schreef in haar eerste dagen als ranger een regelboek voor het team. Toen Cole dit boek verwierp omdat hij meer vertrouwde in intuïtie versterkte dat haar jaloezie tegenover hem nog meer.
Na haar avonturen als Ranger keerde Taylor terug bij de luchtmacht. Tijdens de Tim Force/Wild Force team-up had ze een haat-liefdeverhouding met de bijna net zo dominante en commanderende Eric Myers, de Quantum Ranger.
Taylor werd gespeeld door Alyson Kiperman.
- Taylors tegenhanger uit Gaoranger was een man.
- Taylors achternaam is een referentie naar Amelia Earhart, een beroemde vrouwelijke piloot.
- Als originele leider was Taylor voor Coles komst de derde vrouwelijke teamleider van een Power Rangers team. Haar voorgangers waren Delphine en Jen.

## Max Cooper
Max Cooper is de Blauwe Wild Force Ranger met als Wild Zord de haai. Hij is de beste vriend van Danny Delgado, de zwarte ranger.
Max was de derde Ranger die werd uitgekozen. Bij aanvang van de serie waren zowel hij als Alyssa al ongeveer zes maanden Rangers. Max werd een ranger nadat hij twee vrouwen hielp ontsnappen aan een Org.
Max was oorspronkelijk een bowler die al hard op weg was een professional te worden. Toen hij stopte omdat hij het bowlen niet kon combineren met zijn rangertaken, verloor hij het respect van zijn leraar. Max gebruikte later de ultieme bowlingmanoeuvre van zijn leraar, de Tornado Spin, om een Org te verslaan.
Max was het jongste teamlid en werd ook als dusdanig behandeld. Hij probeerde zichzelf constant te bewijzen, wat vaak tot agressie van zijn kant leidde. Hij bracht tevens een gevoel voor humor in het team, en was een meester in improviseren.
Na hun avonturen als Rangers besloten Max en Danny een wereldreis te gaan maken.
Max werd gespeeld door Phillip Jeanmarie.

## Danny Delgado
Danny Delgado is de Zwarte Wild Force Ranger met als Wild Zord de Bizon. Zijn motto was om “nooit op te geven”, een motto dat al snel door het hele team werd overgenomen. Hij werkte in een bloemenwinkel en was goede vrienden met Max Cooper. Voor de komt van Cole was Danny het nieuwste teamlid. Hij zat bij aanvang van de serie al ongeveer twee maanden in het team.
Danny was fysiek gezien de sterkste van de Rangers, maar van binnen was hij een zachtaardig iemand die geweld schuwde. Hij was ook hopeloos verliefd op Kendall, een vrouw die in dezelfde bloemenwinkel werkte als hij. Hij was echter te verlegen om haar dit te zeggen. Uiteindelijk ontdekte ze dat hij de zwarte ranger was, maar wees hem af omdat ze vond dat hij zich op zijn missie moest concentreren. Aan het einde van de serie vertrokken Danny en Max uit Turtle Cove om een wereldreis te gaan maken. Volgens het originele script zou Kendall met hen mee zijn gegaan.
Danny werd gespeeld door Jack Guzman.
- Er zijn geruchten dat het personage Z uit de serie Power Rangers: S.P.D. (die zich 20 jaar in de toekomst afspeelt) Danny's dochter is. Dit omdat beide dezelfde achternaam hebben. Er zijn echter geen bewijzen of tips gegeven die dit bevestigen of ontkennen.

## Alyssa Enrilé
Alyssa Enrilé is de Witte Wild Force Ranger met als Wild Zord de Tijger.
Alyssa was het zachtaardige lid van de groep, die vaak probeerde spanningen tussen de teamleden te sussen. Vooral in het begin van de serie had ze er een dagtaak aan om de vrede tussen Cole en Taylor te bewaken. Ze verzorgde ook de wonden van het team. Als ze niet vocht tegen Orgs, bleef ze wel actief door te fietsen en danslessen te volgen.
Alyssa was goed getraind in de vechtsporten door haar vader, die een eigen school runde. Hij wilde dat zij op een dag deze school zou overnemen, en had er dan ook moeite mee toen Alyssa besloot naar Turtle Cove te komen om te gaan studeren. Toen hij zelf naar Turtle Cove kwam om haar op te zoeken, ontdekte hij dat ze een ranger was en haar trainingen niet was vergeten. Dit maakte dat hij haar keuze accepteerde.
Aan het einde van de serie werd onthuld dat na haar avonturen als Ranger Alyssa haar opleiding afmaakte en lerares werd op een kleuterschool. Aan het einde van de laatste aflevering wordt een iets oudere Alyssa getoond die net haar klas heeft verteld over de avonturen van de Wild Force Rangers, en dus gedurende de hele serie de verteller was.
Alyssa werd gespeeld door Jessica Rey.

## Merrick Baliton
Merrick Baliton is de Lunar Wolf Wild Force Ranger, de zesde ranger van het team. Hij was een van de originele krijgers die 3000 jaar voor aanvang van de serie tegen de Orgs vocht. Hij was getuige van het gevecht tussen Master Org en Animus. Toen Animus verloor, besloot Merrick zelf Master Org te verslaan. Wetend dat hij hier niet sterk genoeg voor was zette hij een vervloekt masker op dat hem de kracht van de Org Zen Aku gaf. Met deze kracht kon hij Master Org verslaan. Het masker nam hem echter over en veranderde hem in Zen Aku. Zijn teamgenoten hadden geen andere keus dan hem op te sluiten in een tombe.
In het heden werd Merrick/Zen Aku weer vrijgelaten door Nayzor om de Wild Force Rangers te verslaan. Nadat de Rangers de waarheid over Zen Aku ontdekten, wisten ze de vloek te verbreken. Merrick werd al snel hierna de Lunar Wolf Ranger.
In tegenstelling tot vorige Rangers die eerst slecht waren en later goed werden (vooral Tommy Oliver in Mighty Morphin Power Rangers en Ryan Mitchell in Power Rangers: Lightspeed Rescue) sloot Merrick zich niet meteen bij het team aan. Hij bleef de rest van de serie een soort antiheld. Hij zocht onderdak als werknemer in een lokale bar. Merrick was een ervaren pool speler, maar speelde dit alleen om een bepaalde truck te oefenen (dezelfde die hij als Ranger gebruikte tegen enkele vijanden).
Er zijn geruchten in de serie dat Merrick ooit een relatie had met de mentor van de Rangers, Prinses Shayla.
Aan het eind van de serie besloot Shayla dat Merrick zijn taak had volbracht en niet met haar mee hoefde te gaan naar het Animarium om te wachten op de dag dat de Orgs zouden terugkeren. In plaats daarvan reist Merrick nu de wereld rond vergezeld door Zen-Aku.
Merrick werd gespeeld door Phillip Andrew.